# Complimentensandwich

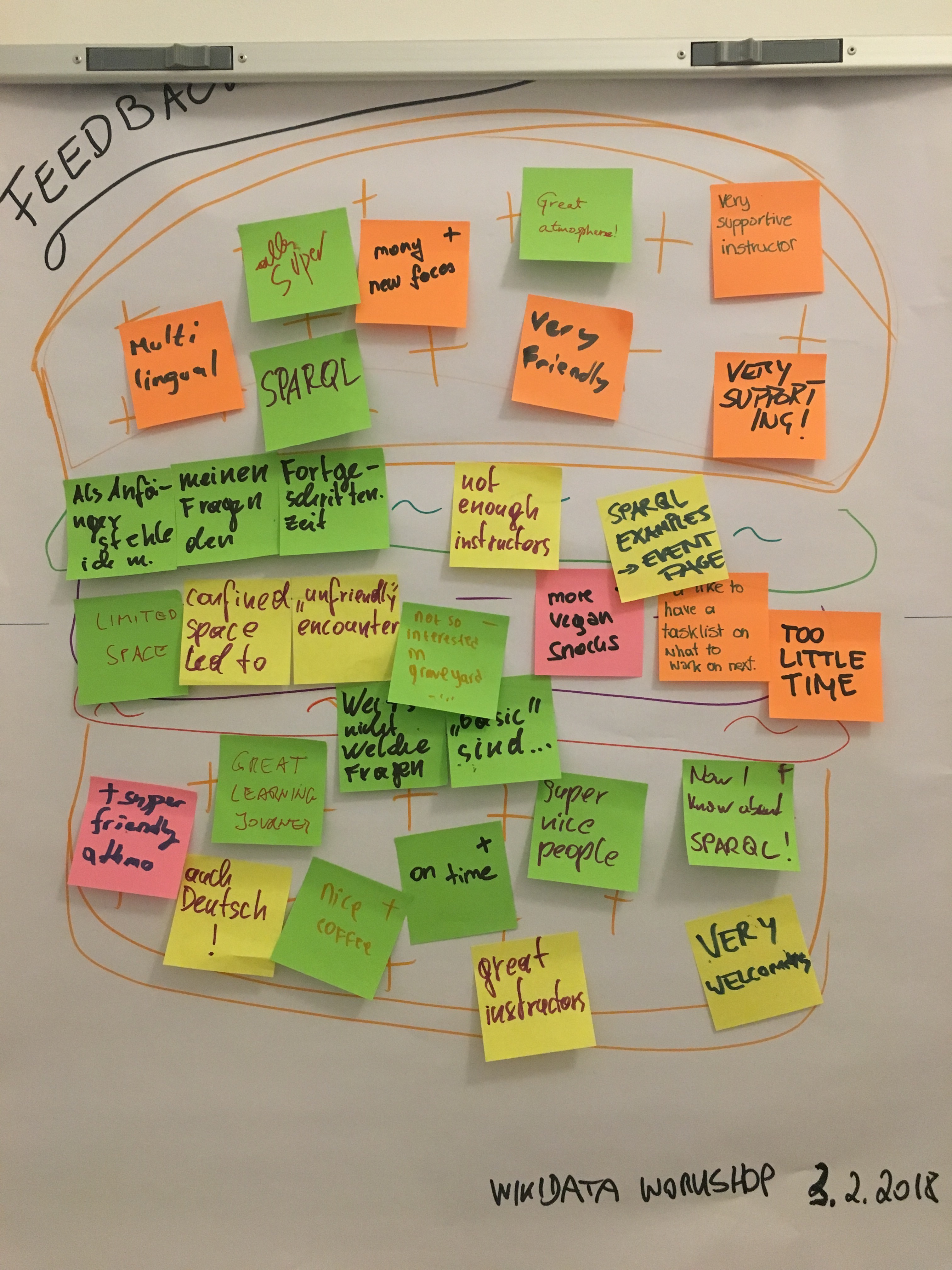
Foto van een getekende sandwich waarop men met kleefnotities de drie delen invult met complimenten, kritiekpunten en vervolgens weer complimenten.

De complimentensandwich is een gesprekstechniek om kritiek of negatieve feedback te kunnen uiten tegen iemand, met als doel dat dit makkelijker geaccepteerd wordt. Het  is een techniek die men doorgaans gebruikt om weerstand in een gesprek te voorkomen.
Het woord complimentensandwich is een metaforische verwijzing naar een sandwich, welke doorgaans drie delen bevat 
1. Het geven van een compliment aan de toehoorder
2. Het uiten van een punt van kritiek aan de toehoorder
3. Het geven van een afsluitend compliment aan de toehoorder

## Toepassing
De complimentensandwich is een gesprekstechniek die toegepast kan worden in gesprekken tijdens bijvoorbeeld het geven van negatieve feedback, met als doel dat de toehoorder die de feedback krijgt hier gemakkelijker mee om te gaan. Dit doe je door eerst te beginnen met een relevante en positieve opmerking over het onderwerp, waarna het kritiekpunt volgt. Vervolgens sluit je af met een andere relevante en positieve opmerking over het onderwerp.

## Omstreden
Hoewel de complimentensandwich voor de spreker een eenvoudige manier is van communiceren, wordt deze vaak en snel als omstreden bestempeld. Dit komt doordat de toehoorder het doorgaans niet ziet als kritiek en vervolgens alleen maar de complimenten onthoudt. Daarentegen is het ook mogelijk dat de toehoorder alleen de kritiek zal onthouden.
Verder zal het toepassen van de complimentensandwich het verwachtingspatroon van de toehoorder ook veranderen, omdat deze na een compliment in het vervolg doorgaans een punt van kritiek verwacht. Doordat de toehoorder zich daar al op voorbereid, komen de positieve onderdelen van de complimentensandwich veel minder goed binnen.